# Chuyện tôi và ma quỷ thành người một nhà
Chuyện tôi và ma quỷ thành người một nhà (tiếng Trung: 關於我和鬼變成家人的那件事; Hán-Việt: Quan ư ngã hòa quỷ biến thành gia nhân đích na kiện sự; bính âm: Guānyú wǒ hé guǐ biànchéng jiārén dì nà jiàn shì; tiếng Anh: Marry My Dead Body; n.đ: Về việc tôi và quỷ biến thành người nhà) là một bộ phim hài, hành động kết hợp với chủ đề siêu nhiên, giả tưởng và LGBT năm 2023 của Đài Loan do Trình Vĩ Hào làm đạo diễn với sự tham gia của các diễn viên như Hứa Quang Hán, Lâm Bách Hoành, Vương Tịnh. Bộ phim đã nhận được khoản trợ cấp 10 triệu Đài tệ từ Cục Công nghiệp Điện ảnh, Truyền hình và Nhạc Pop của Bộ Văn hóa Đài Loan. Phim đã được công chiếu lần đầu tiên tại Liên hoan phim Kim Mã Đài Bắc vào ngày 17 tháng 11 năm 2022 và chính thức khởi chiếu tại Đài Loan vào ngày 10 tháng 2 năm 2023. Câu chuyện của bộ phim đã kết hợp phong tục hôn nhân ma truyền thống, yếu tố đồng tính nam cùng công cuộc xử lý các vụ án của cảnh sát khi tìm ra sự thật, tình cảm giữa người và ma đã được bắt đầu. Bộ phim khởi chiếu tại Việt Nam vào ngày 7 tháng 4 năm 2023.

## Nội dung
Một nam cảnh sát kỳ thị đồng tính và sợ ma có tên Ngô Minh Hàn (Hứa Quang Hán thủ vai), anh đã vô tình nhặt một phong bì màu đỏ trong quá trình tìm kiếm bằng chứng một vụ án. Ngay sau đó, một nhóm người lạ mặt đã xông ra và gọi anh là con rể. Họ đã ra yêu cầu anh kết hôn cùng đứa con đã chết của họ là Mao Mao (Lâm Bách Hoành thủ vai) – đã trở thành ma do phải chết oan trong một vụ tai nạn; tuy nhiên, Ngô Minh Hàn đã từ chối ngay sau đó. Từ ngày hôm đó, anh đã gặp phải vô số chuyện xui xẻo trong một thời gian dài do Mao Mao gây ra. Để cắt đứt mối quan hệ này, Ngô Minh Hàn đã phải chấp nhận ở cùng "người chồng" của mình phá án, tìm ra thủ phạm và trả thù cho Mao Mao. Đặc biệt là cả hai đã cùng nhau phá ra chuyên án buôn lậu ma túy vào Đài Loan. Cả hai từ đây đã cùng nhau thực hiện nhiều công cuộc với nhau trong một hành trình dài mang đầy nước mắt và nụ cười.

## Sản xuất

### Phát triển
Đạo diễn Trình Vĩ Hào đã từng đoạt giải Kim Tiền và giải Kim Mã cho bộ phim ngắn The Death of a Security Guard được ra mắt vào năm 2014. Anh sau đó đã hợp tác với nhà sản xuất Kim Bá Luân cho ra mắt bộ phim Tập hồn ra mắt năm 2021. Bộ phim ngay sau đó đã đoạt giải kịch bản chuyển thể tốt nhất tại giải Kim Mã. Cùng năm, cả hai đã tiếp tục cho ra mắt dự án điện ảnh Man in Love với ê-kíp sản xuất trước đó. Trước đó, anh cũng đã lần đầu tiên hợp tác với biên kịch Ngô Cẩn Dung trong dự án phim truyền hình In a Good Way vào năm 2013. Đến tháng 11 năm 2021, Ngô Cẩn Dung đã tham dự bữa tiệc đề cử giải Kim Mã cho bộ phim Tập hồn của Trình Vĩ Hào và xác nhận thông tin về một dự án điện ảnh mới với sự tham gia của Hứa Quang Hán. Chủ đề của bộ phim điện ảnh là hài đen. Vào tháng 12 năm 2021, đoàn làm phim đã tổ chức khai máy và xác nhận thêm sự tham gia của diễn viên Lâm Bách Hoành. Tháng 1 năm 2022, bộ phim chính thức được hoàn thành.
Đạo diễn Trình đã cho biết bản thân luôn muốn thử làm phim hài và nhận định đây là một khía cạnh khác của bản thân trong khi anh chỉ giỏi đạo diễn cho các chủ đề kinh dị và kịch tính, nhiều tác phẩm trước đây của anh cũng có yếu tố hài đen. Khi định hình phong cách cho bộ phim, anh đã xác định yếu tố hài hước phải đưa lên hàng đầu, ngoài ra, bản thân đạo diễn còn mong muốn phá vỡ khuôn mẫu thông qua tác phẩm khi dẫn dắt câu chuyện qua khái niệm "biến hiểu lầm thành hiểu biết". Ngoài ra, anh còn cho rằng từ trước đến nay chưa từng có sự kết hợp giữa hài hước với tập tục hôn nhân ma, hôn nhân đồng giới, hành động, cảnh rượt đuổi ô tô tốc độ cao... Sau khi định hình phong cách cho tác phẩm, anh đã bắt đầu phát triển mối quan hệ, tình cảm và tình người giữa các nhân vật. Nam đạo diễn đã khẳng định, bộ phim chứa đầy sự ấm áp và thậm chí còn đưa hài hước thành những vấn đề nghiêm túc được quan tâm đương thời – thứ mà anh xem rằng vô cùng quan trọng. Mỗi khi sáng tạo, Trình Vĩ Hào thường tìm hiểu xem "thị trường Đài Loan đang thiếu những thể loại phim nào" rồi tiếp tục tìm tòi, khai thác và phát triển, thử sức với nhiều thể loại đa dạng, phong phú hơn.
Hồi năm 2018, nhà sản xuất Kim Bá Luân và đạo diễn Ngô Minh Hiến đã đảm nhận vai trò giám khảo cho cuộc thi Dã Thảo Kế Hoa lần thứ nhất. Kịch bản của Lại Trí Lương có tên Chuyện tôi và ma quỷ thành người một nhà đã đoạt giải "Giải kịch bản có câu chuyện sáng tạo hay nhất do ban giám khảo bình chọn". Kịch bản đó sau đó đã trở thành nguyên tác cho dự án điện ảnh cùng tên. Lúc bấy giờ, cả hai vị giám khảo đã bày tỏ sự thích thú đối với tác phẩm. Đến năm 2020, Lại Trí Lương đã tiếp tục giành về giải nhất Liên hoan phim giả tưởng quốc tế Bucheon cho kịch bản của bộ phim. Chuyển thể thành phim đã được lên kế hoạch sau cuộc thi "Let's Be Wild". Ê-kíp đã xác nhận phải trải qua quá trình thay đổi kịch bản kéo dài với nhiều khó khăn và thách thức trong kỹ thuật làm phiên. Nhằm tương cường sự tương phản giữa tính cách hai nhân vật chính, họ đã phải thay đổi vai trò nhân vật nhặt phong bì đỏ trong dàn nhân vật gốc từ công nhân vệ sinh cho đến sĩ quan cảnh sát, để kích thích mâu thuẫn giữa hai nhân vật và tạo tính hài hước.

### Tuyển vai

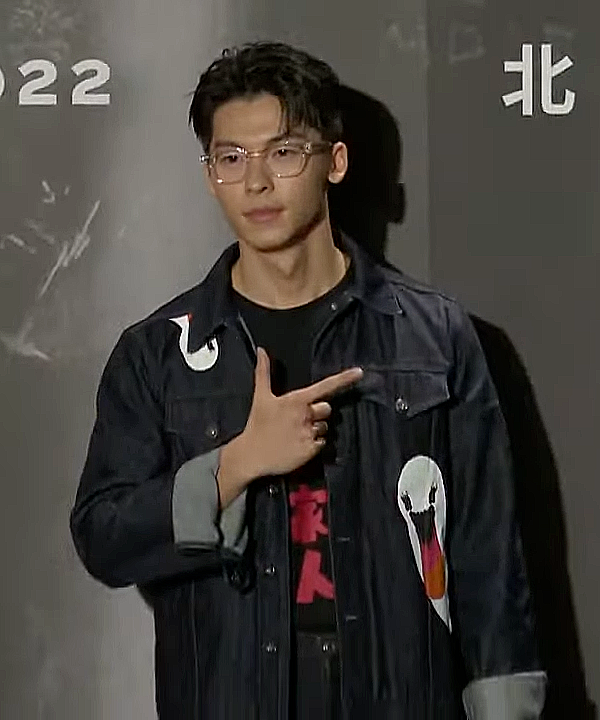
Hứa Quang Hán vai Ngô Minh Hàn

Hứa Quang Hán, nam diễn viên đã lọt vào danh sách rút gọn giải Kim Chung tưởng cho nam diễn viên chính xuất sắc nhất khi vào vai Vương Thuyên Thắng trong bộ phim Muốn gặp anh sẽ vào vai Ngô Minh Hàn cho dự án. Đạo diễn Trình Vĩ Hào chia sẻ bản thân anh đã chú ý đến nam diễn viên Hứa khi anh diễn xuất trong bộ phim truyền hình Love of Sandstorm hồi năm 2016 và khẳng định Hứa có khí chất rất đặc biệt kèm theo ngoại hình bắt mắt cùng kỹ năng diễn xuất linh hoạt. Sau khi xem các tác phẩm khác của Hứa, đạo diễn càng khẳng định anh phù hợp đóng vai phản diện và đáng yêu. Tuy nhiên, khi tiếp xúc, đạo diễn lại nhìn nhận anh là chàng trai lễ phép và có học thức. Đến năm 2019, Trình Vĩ Hào đã gửi lời mời đến Hứa Quang Hán và hai năm sau đó, sau khi kịch bản hoàn tất, cả hai bên đã xác nhận hợp tác thành công.
Sau quá trình hợp tác, đạo diễn Trình Vĩnh Hào ca ngợi Hứa Quang Hán là một diễn viên giỏi, nhịp điệu tốt, độ ổn định cao và sẵn sàng thử sức. Bản thân Hứa Quang Hán cho biết bản thân khi vừa xem kịch bản đã bị thu hút bởi chủ đề mới mẻ và đầy thú vị, thậm chí nam diễn viên còn đã cố tình tắm nắng trước khi quay và dành vài tháng tập thể dục để phù hợp vóc dáng, phù hợp với tính cách nhân vật. Đây là lần đầu tiên mà diễn viên Hứa đã thử sức với vai diễn hài, anh đã gọi vai diễn Ngô Minh Hàn là một vai rất khó và bản thân đã phải nổ lực để có thể có giọng nói tinh tế giống nhân vật. Ngoài ra, bản thân anh còn phải vượt qua sự "xấu hổ" trong kịch bản. Trong một số phân cảnh hành động, anh còn phải treo mình trên dây thép mà không mặc quần áo, khiến anh cảm thấy mình đang rơi vào chiếc bẫy của đạo diễn, nhưng đồng thời cũng muốn thách thức giới hạn của chính mình.
Nam diễn viên đã rất hào hứng và thích thú khi lần đầu tiên vào vai cảnh sát, trước khi bắt đầu quay, đoàn làm phim đã sắp xếp cho phép anh đến một đội điều tra để quan sát công việc của cảnh sát. Anh đã nhận ra nhiều cảnh sát thường tự tập luyện nâng cao và cho rằng nhân vật Ngô Minh Hàn cũng sẽ tương tự. Ngoài ra, anh còn phải tập luyện võ thuật cùng đạo diễn hành động Hồng Di Hạo. Ban đầu, anh đã rất lo lắng khi không biết gì về võ thuật nhưng chỉ sau vài buổi học, anh đã cảm thấy bản thân đã học được nhiều kỹ năng như ném vai hay quay chân. Hồng Di Hạo sau đó cũng đã ca ngợi khả năng học tập, quan sát và kỹ năng võ thuật xuất sắc của anh rất phù hợp để vào vai hành động, thực sự là một "thần đồng võ thuật".
Nói về cảm nhận nhân vật, Hứa đã tin rằng Ngô Minh Hàn là một người bình thường, thẳng thắng. Nhân vật là một người quen giải quyết công việc đơn giản và thô lỗ. Thậm chí, Ngô Minh Hàn còn thường xuyên nói kiểu "bê đê chết tiệt" và có thể xem là một người kỳ thị đồng tính, nhưng theo ý kiến của Hứa Quang Hán, Ngô Minh Hàn đơn giản chỉ là không hiểu về thế giới của người đồng tính và anh ta chỉ đang bộc lộ bản năng của mình là sợ hãi và loại trừ những điều mình không biết.

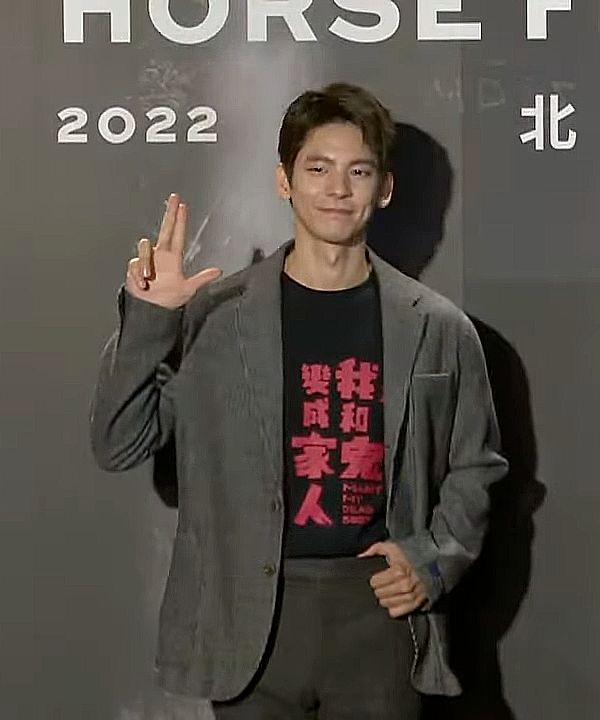
Lâm Bách Hoành vai Mao Bang Vũ

Lâm Bách Hoành, nam diễn viên đã giành giải Kim Mã cho nam diễn viên phụ xuất sắc nhất trong dự án At Café 6 sẽ vào vai Mao Bang Vũ (Mao Mao), một hồn ma đồng tính vừa chết oan. Đạo diễn Trình Vĩ Hào hé lộ bản thân đã suy nghĩ rất lâu khi tìm kiếm vai diễn cho Mang Bang Vũ, mặc dù đã có nhiều người thử vai nhưng anh tin chắc Lâm Bách Hoành là lựa chọn hàng đầu để vào vai Mao Mao. Lý do được nam đạo diễn đưa ra là vì Lâm Bách Hoành rất thích thú khi xem trước dự án. Sau khi hai bên liên hệ thì nam diễn viên Lâm đã nhanh chóng đồng ý nhận vai.
Nam đạo diễn cho chia sẻ rằng trước khi hợp tác với Lâm Bách Hoành, anh đã nghĩ đây là một diễn viên diễn xuất bằng trực giác và bản năng, nhưng sau khi hợp tác, Trình đã cho rằng diễn viên Lâm là một người rất thông minh và biết cách sử dụng kỹ năng diễn xuất để thể hiện cảm xúc và tính cách của nhân vật. Bản thân đạo diễn cảm thấy rất tự nhiên và thoải mái khi hợp tác cùng Lâm Bách Hoành. Nam diễn viên nói thêm, bản thân rất thích thú khi lần đầu xem kịch bản, anh đã bị thu hút bởi chủ đề mới mẻ và tình tiết giữa các nhân vật. Đây cũng là lý do khiến anh thường cảm thấy ngại ngùng và xấu hổ khi diễn xuất. Trong phim, để thực hiện cho linh hồn Mao Mao lơ lửng, anh đã phải tập luyện kỹ thuật "Mao Mao Phiêu"; anh đã hầu như phải tập trung phần thân trên của mình trong quá trình quay phim, trong khi phần dưới di chuyển theo kiểu "Mao Mao Xa" do đội đội cụ đặc biệt chế tạo. Lâm Bách Hoành cũng xác nhận đây là lần đầu tiên anh trải nghiệm hộp đêm đồng tính nam vì bản thân nhảy không giỏi, đặc biệt là dở uống rượu và đánh nhau. Anh cũng đã cảm ơn đạo diễn Trình Vĩ Hào vì đã ngỏ lời mời anh.
Khi được hỏi về thách thức, Lâm Bách Hoành đã nghĩ việc nắm bắt nhịp điệu hài hước khi quay là rất khó; anh chia sẻ thêm, Mao Mao là nhân vật lớn nhất và cô đơn nhất mà anh từng đóng, trong phim chỉ có Hứa Quang Hán – người đã kết hôn ma với anh trong vai diễn, là có thể nhìn thấy, còn các diễn viên khác thì chỉ có thể "nhắm mắt làm ngơ" khi đóng cùng. Anh đã cảm nhận bản thân như chưa từng hợp tác với các diễn viên khác. Diễn viên Lâm đã tin rằng Mao Mao là một nhân vật có giá trị và đặc biệt khẳng định xung quanh bản thân cũng có nhiều người bạn đồng tính như Mao Mao, anh mong muốn cho khán giả biết rằng trên thế giới còn rất nhiều người ấm áp và đáng yêu như Mao Mao thông qua vai diễn của mình. Được diễn xuất trở thành Mao Mao, anh hy vọng bản thân sẽ khiến khán giả hiểu đây là nhân vật thực và hòa làm một với anh ấy. Là một nhân vật thú vị, gợi cảm, nhạy cảm, kiên trì và giàu cảm thấy, anh chia sẻ bản thân đã học hỏi từ những người bạn đồng tính xung quanh mình từ giọng nói, lời nói, ánh mắt và cử chỉ của nhân vật. Ngoài ra, anh còn học hỏi thêm câu cửa miệng "Không thể tin được mà!" từ đạo diễn.

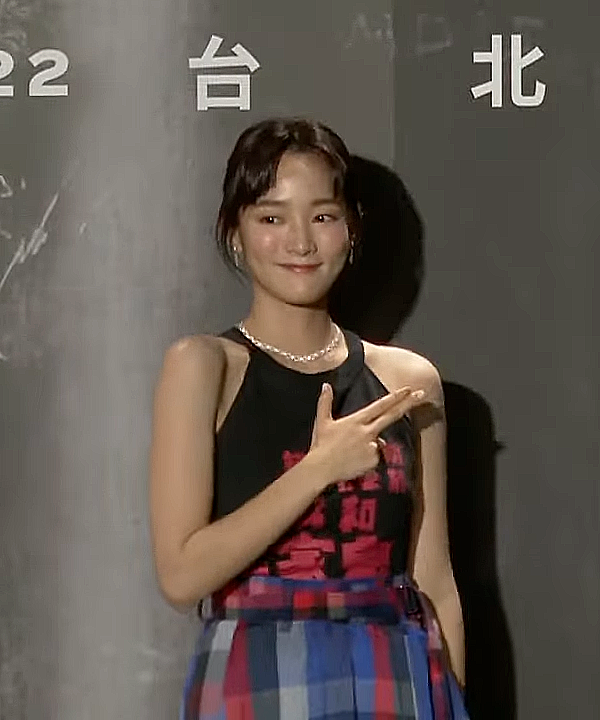
Vương Tịnh vào vai Lâm Tử Tình.

Vương Tịnh, người đã giành giải thưởng Điện ảnh Đài Bắc cho nữ diễn viên xuất sắc nhất cho dự án Phiên giáo (2019), sẽ vào vai Lâm Tử Tình, một sĩ quan cảnh sát. Nhà sản xuất Kim Bá Luân cho biết khi tuyển vai, Vương Tịnh là sự lựa chọn đầu tiên của bà, trước đây, hầu hết các vai của Vương Tịnh đóng đều là vai nghiêm túc và ma mị, tuy nhiên, bà cùng đạo diễn Trình Vĩ Hào đã nhận ra sự hài hước và khác biệt trong cuộc sống thường ngày của cô. Tính cách kỳ quặc rất khác so với các vai diễn trước đây của cô khá giống với hình ảnh các cô gái trẻ thời đại ngày nay, ngoài ra, Lâm Tử Tình là một nhân vật năng lượng và bùng nổ. Chính vì vậy mà Vương Tịnh đã được mời cho vai diễn. Nữ diễn viên chia sẻ khi xem hai diễn viên chính diễn xuất trong quá trình quay phim, cô đã nhận ra niềm vui khi làm nữ phụ. Chia sẻ thêm, cô đã cho rằng, một nữ cảnh sát làm việc giữa những cảnh sát nam trong xã hội ngày nay vẫn dễ xảy ra phân biệt đối xử, cô mong muốn thể hiện điều mà nhân vật muốn qua bộ phim này.
Trong phim, cô là một nhân vật quan trọng trong hoạt động ngụy trang tìm kiếm tội phạm với nhiều phong cách khác nhau để điều tra hung thủ. Ngay trước khi bắt đầu quay phim vài tháng, cô đã tham gia huấn luyện võ thuật, bao gồm kỹ năng đánh và cách cầm súng, tham gia các phân cảnh đánh nhau. Đã có một cảnh cô phải chạy 100 mét để đuổi bắt một tên buôn ma túy và phải quay one-shot, trong lúc đó, cô đã vô tình ngã và khiến cả đoàn làm phim phải hoảng sợ. Ngoài ra, cô từng là thành viên của một câu lạc bộ bóng chày và cũng được mệnh danh là "chuyên gia ngã" khi cũng thường xuyên vấp ngã trong cuộc sống.
Khó khăn lớn nhất mà Vương Tịnh phải trải qua theo cô không phải là những pha hành động mà là "hơi thở" của cảnh sát. Bên cạnh đó, do vai trò là diễn viên chính, cô phải được trang điểm nhiều hơn so với các diễn viên khác. Sau khi được trang điểm, cô tự mình sửa một số chi tiết để phù hợp với hình ảnh nữ cảnh sát trang điểm đậm như trong kịch bản của đạo diễn. Ngoài ra, cô cũng đã vào một vai thế thân trong phim và phải nằm chết trên ghế sô pha. Cô đã cho rằng đây là giây phút thư giãn nhất trong cả bộ phim.

### Diễn viên
| Diễn viên chính - Hứa Quang Hán vai Ngô Minh Hàn - Lâm Bách Hoành vai Mao Bang Vũ (Mao Mao) - Vương Tịnh vai Lâm Tử Tình / Tử Tình Ma | Diễn viên phụ - Thái Chấn Nam vai Lâm Hiếu Viễn（Hiếu cao） - Vương Mãn Kiều vai Mao Trần A Lan (Mao Mụ) - Thỏa Tông Hoa vai Mao Chính Quốc (Mao Ba) - Mã Niệm Tiên vai Trương Vĩnh | Diễn viên khác - Trịnh Chí Vĩ vai Chứng hôn pháp sư - Trần Ngạn Tá vai Tiểu Phán - Trương Tái Hưng vai A Cẩu - Khâu Vĩnh Đằng vai Tiểu Mã - Tiêu Đông Ý vai cảnh sát trạm - Hồng Dục Cảnh vai cô gái ở quán bar - Thái Triết Văn vai kẻ buôn ma túy - Đường Luân vai con trai nghị viện | Diễn viên đặc biệt - Lưu Quán Đình vai cảnh sát đường phố - Diễm A Luân vai Trần Gia Hào - Lý Chí Chính vai người yêu Gia Hào - Lâm Hạc Hiên vai Dương Bỉ Đắc |

## Phát hành
Bộ phim đã được lựa chọn trở thành phim bế mạc cho Liên hoan phim quốc tế Kim Mã vào ngày 30 tháng 8 năm 2022. Đến ngày 11 tháng 10 cùng năm, nhiều trang web điện ảnh tại Đài Loan đã lan truyền những đoạn video giới thiệu cho dự án. Một tuần sau đó, áp phích chính thức cho bộ phim và xác nhận công chiếu tại Liên hoan phim đã được công bố; đoạn giới thiệu chính thức cũng đã được công bố không lâu sau đó. Buổi ra mắt chính thức cho bộ phim đã được diễn ra vào ngày 17 tháng 11 năm 2022. Đạo diễn Trình Vĩ Hào, nhà sản xuất Kim Bá Luân và Ngô Minh Hiến cùng ba diễn viên chính Hứa Quang Hán, Lâm Bách Hoành và Vương Tịnh đều có mặt tại sự kiện.
Sau khi khởi chiếu tại Đài Loan, bộ phim sẽ được công chiếu tại Campuchia vào ngày 29 tháng 3; tại Singapore vào ngày 31 tháng 3 và tại Việt Nam vào ngày 7 tháng 4 năm 2023. Phim sau đó được công chiếu tại Liên hoan phim quốc tế Hồng Kông vào ngày 1 và 3 tháng 4; đạo diễn Trình Vĩ Hào cùng nhà sản xuất Kim Bá Luân cũng sẽ tham gia sự kiện. Đến ngày 27 tháng 4, bộ phim chính thức được khởi chiếu tại Hồng Kông và Ma Cao.

## Đón nhận

### Doanh thu
Trong ngày đầu tiên khởi chiếu, Chuyện tôi và ma quỷ thành người một nhà đã đứng đầu doanh thu phòng vé, đồng thời cũng đứng đầu doanh thu phòng vé trong tuần đầu tiên của Đài Loan. Bộ phim đã vượt qua 83,6 triệu Tân Đài tệ trong tuần đầu tiên. Sau 9 ngày khởi chiếu, dự án đã cán mốc 100 triệu TWD và trở thành bộ phim Đài Loan cán mốc 100 triệu TWD nhanh nhất năm 2023. Trong tuần thứ hai, dự án tiếp tục đứng đầu doanh thu và vượt con số 150 triệu TWD. Vào ngày 27 tháng 2, bộ phim đã lập kỷ lục với 30.000 khán giả đến rạp chỉ trong vòng một ngày kể từ khi công chiếu. Trong một tháng khởi chiếu, doanh thu phòng vé đã vượt quá 300 triệu TWD và lọt vào danh sách 10 bộ phim Đài Loan có doanh thu cao nhất lịch sử tại vùng lãnh thổ này. Với doanh thu 338 triệu Đài tệ, bộ phim cũng đã trở thành phim Đài Loan mang chủ đề LGBT có doanh thu cao nhất lịch sử phòng vé Đài Loan. Ngoài thị trường nội địa, bộ phim còn đã trở thành phim Đài Loan có doanh thu mở màn cao nhất tại Việt Nam. Ngoài ra, buổi chiếu sớm tại Việt Nam với 1.000 vé cũng đã hết vé chưa đầy 24 giờ mở bán. Box Office Việt Nam đã đề cập doanh thu bộ phim và gọi đây là dự án nói tiếng Trung có "doanh thu bùng nổ" nhất thị trường Việt Nam.

### Đánh giá
Tờ Business Weekly đã ca ngợi bộ phim thành công trong việc phá vỡ hai cuộc hôn nhân không khuôn mẫu là hôn nhân ma và hôn nhân cùng giới. Tác giả bài viết cho rằng, "Hai cuộc hôn nhân gây nhiều tranh cãi, từ quan niệm đến đạo đức, chưa được xã hội chấp thuận hoàn toàn lại được kết hợp bất ngờ".

## Giải thưởng
| Năm  | Giải thưởng              | Hạng mục      | Kết quả       | th     |
| ---- | ------------------------ | ------------- | ------------- | ------ |
| 2023 | Liên hoan phim Viễn Đông | Phim tranh cử | Lọt vào đề cử | [ 55 ] |